# والاس سامبسون
والاس سامبسون (بالإنجليزية: Wallace Sampson)‏ هو طبيب أمريكي، ولد في 29 مارس 1930 في هوليوود في الولايات المتحدة، وتوفي في 25 مايو 2015 في لوس ألتوس في الولايات المتحدة.